# 放射線を発散させて人の生命等に危険を生じさせる行為等の処罰に関する法律
放射線を発散させて人の生命等に危険を生じさせる行為等の処罰に関する法律（ほうしゃせんをはっさんさせてひとのせいめいとうにきけんをしょうじさせるこういとうのしょばつにかんするほうりつ、平成19年法律第38号）は、核テロリズムに関する刑事罰に関する、国外犯にも適用される日本の法律である。放射線発散処罰法などと略される。
2005年4月に国際連合総会において採択された核によるテロリズムの行為の防止に関する国際条約（核テロ防止条約）に対応するものである。

## 主務官庁
- 文部科学省研究開発局原子力課

放射線および原子力に関する基礎分野は原子力規制委員会ではなく、文部科学省の所管となっている。
連携
- 内閣官房国家安全保障局
- 警察庁警備局国際テロリズム対策課
- 警察庁刑事局組織犯罪対策第一課
- 法務省刑事局刑事法制管理官職
- 法務省刑事局公安課
- 公安調査庁調査第二部
- 外務省国際法局条約課
- 原子力規制庁放射線防護企画課
- 防衛省統合幕僚監部運用部運用第1課特殊作戦室

## 定義
放射性物質
原子核分裂等装置

## 処罰される行為
- 放射線発散罪（3条1項・2項） - 人の生命・身体や財産に危険を生じさせるために放射線を発散させた者とその未遂犯：無期又は2年以上の拘禁刑
- 放射線発散予備罪（3条3項） - 上記発散の予備犯：5年以下の拘禁刑
- 放射線発散目的原子核分裂等装置製造罪（4条1項）- 人の生命・身体や財産に危険を生じさせるために放射線を発散させる目的で原子核分裂等装置製造した者とその未遂犯：1年以上の有期拘禁刑
- 放射線発散目的原子核分裂等装置所持罪（5条1項・3項） - 上記目的で原子核分裂等装置を所持した者とその未遂犯：10年以下の拘禁刑
- 放射線発散目的放射性物質所持罪（5条2項・3項） - 上記目的で放射性物質を所持した者とその未遂犯：7年以下の拘禁刑
- 放射線発散告知脅迫罪（6条） - 放射性物質や原子核分裂等装置を用いて人の生命、身体又は財産に害を加えることを告知して脅迫した者：5年以下の拘禁刑
- 特定核燃料物質入手脅迫罪（7条） - 特定核燃料物質[注 1]の入手を告知して脅迫によって権利不行使を強要した者：5年以下の拘禁刑